# Мужская сборная США по волейболу
Мужская сборная США по волейболу — национальная команда, представляющая Соединённые Штаты Америки на международных соревнованиях по волейболу.

## История
Дебют сборной США в официальных международных соревнованиях состоялся в 1955 году, когда она выступила на волейбольном турнире Панамериканских игр в Мехико и стала его победителем. В 1956 году американские волейболисты впервые участвовали на чемпионате мира и заняли довольно высокое 6-е место, а в 1964 году играли на первом олимпийском турнире в Токио. Тренером команды в этих турнирах был Гарри Уилсон.
На Олимпийских играх 1968 года американская команда под руководством Джима Коулмана стартовала с сенсационной победы над сборной СССР — 3:2, неоправданно рискнувшей выйти на матч неосновной шестёркой игроков. Неудача в этом матче всё же не помешала советской сборной стать олимпийским чемпионом, американцы в свою очередь одержали ещё три победы (над Бразилией, Мексикой и Бельгией) и в итоге заняли 7-е место.
На три следующих олимпийских турнира сборная США отобраться не смогла, во второй половине 1970-х годов демонстрировала низкие результаты, в 1975 году впервые в истории не попав в призёры на Панамериканских играх, в 1977 и 1979 годах став лишь пятой на чемпионатах NORCECA. Однако в следующее десятилетие именно сборная США стремительно ворвалась в лидеры мирового волейбола, стала новой «командой-династией», переняв это звание у сборной СССР, беспрерывно побеждавшей на всех официальных турнирах с 1977 по 1983 год.
Противостояние двух сборных могло начаться на Олимпийских играх в Лос-Анджелесе, но 8 мая 1984 года во время товарищеского матча советской и американской команд в Харькове волейболистам было объявлено о бойкоте Игр Советским Союзом. Потерпев только одно поражение от бразильцев в рамках группового этапа, но обыграв их же в финале со счётом 3:0 (15:6, 15:6, 15:7), сборная Соединённых Штатов завоевала золото домашних Олимпийских игр. Сборная США добилась этой победы под руководством Дага Била, начавшего работать с национальной командой в 1977 году и создавшего новую схему игры — с двумя принимающими (доигровщиками) — впоследствии взятую на вооружение всеми ведущими командами мира.
С 1985 по 1988 год главным тренером сборной США работал Мэрв Данфи. В 1986 году в Москве американцы проиграли команде СССР в драматичном, продолжавшемся 3 часа 9 минут финале Игр доброй воли, но через два месяца в Париже взяли реванш, победив в решающем матче чемпионата мира — 3:1 (12:15, 15:11, 15:8, 15:12). В 1988 году на Олимпийских играх в Сеуле сборные СССР и США также сошлись в финале — уступив в длившейся 40 минут первой партии со счётом 13:15, американцы взяли три следующих сета — 15:10, 15:4 и 15:8. Двукратными олимпийским чемпионами стали Крэйг Бак, Карч Кирай, Дэйв Сандерс и Стив Тиммонс. Самым ценным игроком турнира был признан Карч Кирай, который в 1996 году завоевал третье олимпийское золото — в турнире по пляжному волейболу.
На Олимпийских играх 1992 года сборная США под руководством Фреда Стурма выиграла бронзовые медали, в 1994 году стала третьей на чемпионате мира — это был последний крупнейший форум в карьере олимпийских чемпионов Роберта Ствртлика и Скотта Форчуна и первый для Ллоя Болла. В 2004 году сборная США, которую снова тренировал Даг Бил, заняла 4-е место на Олимпийских играх в Афинах.

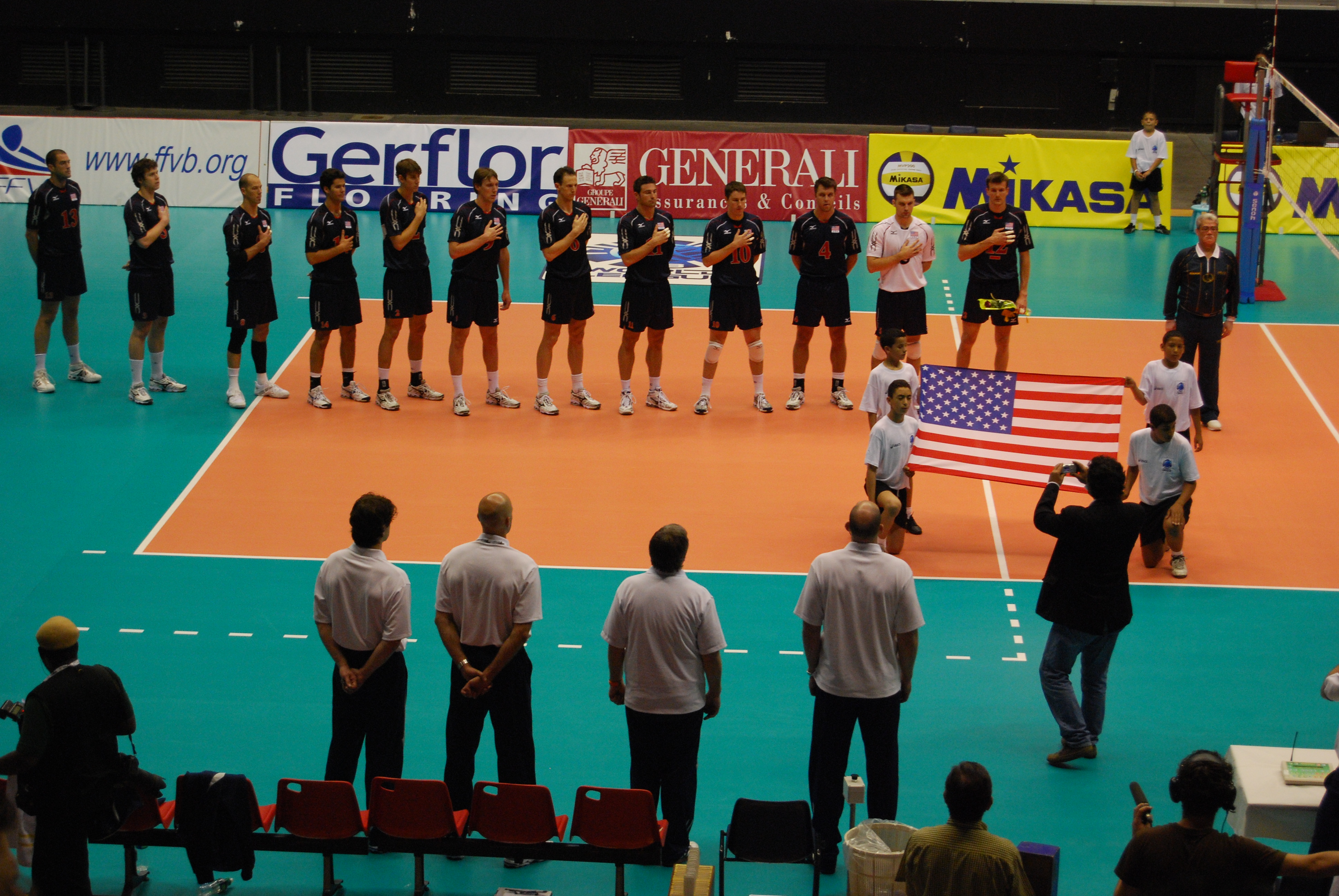
8 июня 2007 года. Лион. Сборная США перед матчем Мировой лиги с командой Франции. Слева направо: Клейтон Стэнли, Дэвид Польстер, Уильям Придди, Кевин Хансен, Шон Руни, Райан Миллар, Филлип Изертон, Брук Биллингс, Райли Сэлмон, Ричард Талиаферро, Ричард Лэмбурн, Томас Хофф

В новом олимпийском цикле главным тренером сборной США работал прежний ассистент Била новозеландец Хью Маккатчен. В 2007 году команда заняла 3-е место на Мировой лиге и 4-е в розыгрыше Кубка мира, упустив шанс выиграть медаль в заключительном матче со сборной России. В 2008 году сборная США впервые в истории стала победителем Мировой лиги: в Рио-де-Жанейро она выиграла полуфинал у хозяев, а в финале одержала победу над Сербией.
К главному старту четырёхлетия, Олимпийским играм в Пекине, игроки сборной США подошли на пике физической и эмоциональной готовности. Все 8 матчей Олимпиады американцы провели практически без замен, одним составом, в который входили связующий Ллой Болл, для которого эта Олимпиада была четвёртой в карьере, диагональный Клейтон Стэнли, блокирующие Дэвид Ли и Райан Миллар, доигровщики Уильям Придди и Райли Сэлмон, либеро Ричард Лэмбурн. Часть группового этапа сборная США провела без Маккатчена, у которого накануне первого матча был убит тесть и ранена тёща. Выиграв все матчи у соперников по группе, американская команда на стадии плей-офф добилась трудных побед над сборными Сербии и России и в финале оказалась сильнее бразильцев — 3:1 (20:25, 25:22, 25:21, 25:23).

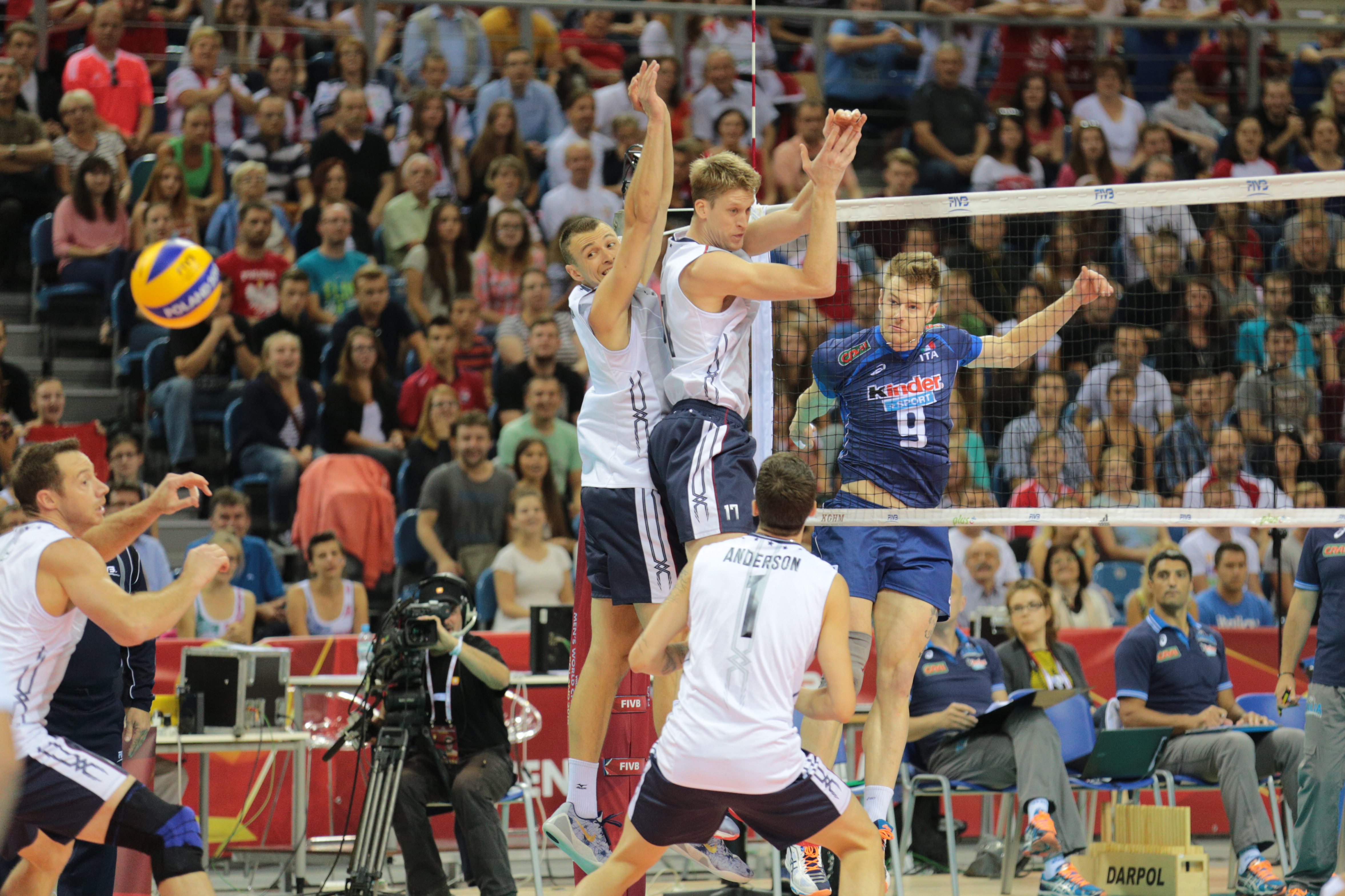
7 сентября 2014 года. Краков. Пол Лотман, Максвелл Холт, Мэттью Андерсон и Дэвид Ли в матче чемпионата мира против Италии

После Олимпиады в Пекине Хью Маккатчен возглавил женскую сборную США, а мужскую команду принял Алан Найп. Под его руководством американцы в 2012 году стали серебряными призёрами Мировой лиги, проиграв в финале сборной Польши. На Олимпийских играх в Лондоне сборная США в четвертьфинале потерпела поражение от итальянцев.
С марта 2013 года в должности главного тренера сборной США работает Джон Спироу, прежде входивший в штаб Хью Маккатчена и Алана Найпа. В июле 2014 года во Флоренции американцы во второй раз в истории выиграли Мировую лигу, одолев в финальном матче Бразилию — 3:1. Из «золотого» состава образца 2008 года к очередному триумфу оказались причастны Дэвид Ли и Шон Руни, а также Уильям Придди, из-за полученной на старте турнира травмы не игравший в матчах финального раунда. Основным связующим команды стал Мика Кристенсон, а диагональным — Мэттью Андерсон. Их партнёры по стартовому составу сборной оказались лидерами «Финала шести» Мировой лиги по статистическим показателям: Максвеллу Холту не было равных на подаче, Дэвиду Ли — на блоке, Эрику Шоджи — в защите, а Тейлору Сандеру, признанному MVP турнира, — по эффективности в атаке. В том же сезоне американцы неудачно выступили на чемпионате мира в Польше, не сумев пробиться в число шести участников третьего группового этапа.
На Олимпийских играх в Рио-де-Жанейро сборная США завоевала бронзовые медали. В полуфинале подопечные Джона Спироу со счётом 2:3 проиграли сборной Италии, а в матче за 3-е место, уступая по его ходу со счётом 0:2 по партиям, добились победы над сборной России. Перелома в игре удалось добиться во многом благодаря вышедшему на замену ветерану американской команды Уильяму Придди.

## Результаты выступлений

### Олимпийские игры
| \| Год \| И \| В \| П \| С/П \| Место \| \| ----- \| -- \| -- \| -- \| ------- \| ----- \| \| 1964 \| 9 \| 2 \| 7 \| 10:23 \| 9-е \| \| 1968 \| 9 \| 4 \| 5 \| 15:18 \| 7-е \| \| 1984 \| 6 \| 5 \| 1 \| 15:4 \| 1-е \| \| 1988 \| 7 \| 7 \| 0 \| 21:4 \| 1-е \| \| 1992 \| 8 \| 6 \| 2 \| 20:13 \| 3-е \| \| 1996 \| 5 \| 2 \| 3 \| 10:9 \| 9-е \| \| 2000 \| 5 \| 0 \| 5 \| 5:15 \| 11-е \| \| 2004 \| 8 \| 4 \| 4 \| 14:16 \| 4-е \| \| 2008 \| 8 \| 8 \| 0 \| 24:9 \| 1-е \| \| 2012 \| 6 \| 4 \| 2 \| 14:7 \| 5-е \| \| 2016 \| 8 \| 5 \| 3 \| 18:13 \| 3-е \| \| 2020 \| 5 \| 2 \| 3 \| 8:10 \| 10-е \| \| Всего \| 84 \| 49 \| 35 \| 174:141 \| \| |    | 1984: Крэйг Бак, Алдис Берзинс, Марк Валдье, Дуглас Дворак, Ричард Дувелу, Карч Кирай, Крис Марлоу, Патрик Пауэр, Пол Сандерленд, Дэйв Сандерс, Стивен Сэлмон, Стив Тиммонс. · 1988: Крэйг Бак, Карч Кирай, Риччи Лайтис, Дуглас Пати, Джон Рут, Дэйв Сандерс, Эрик Сато, Джефф Сторк, Трой Таннер, Стив Тиммонс, Скотт Форчун, Роберт Ствртлик. · 1992: Карлон Брисено, Даниэль Гринбаум, Ник Беккер, Роберт Ствртлик, Брайан Айви, Стив Тиммонс, Брент Хильярд, Скотт Форчун, Роберт Самуэльсон, Джефф Сторк, Эрик Сато, Дуглас Пати. · 2008: Ллой Болл, Габриэль Гарднер, Дэвид Ли, Ричард Лэмбурн, Райан Миллар, Уильям Придди, Шон Руни, Райли Сэлмон, Клейтон Стэнли, Скотт Тузински, Кевин Хансен, Томас Хофф. · 2012: Мэттью Андерсон, Дэвид Ли, Пол Лотман, Ричард Лэмбурн, Дэвид Маккензи, Уильям Придди, Шон Руни, Дэвид Смит, Клейтон Стэнли, Дональд Сужо, Брайан Торнтон, Рассел Холмс. · 2016: Мэттью Андерсон, Мика Кристенсон, Дэвид Ли, Уильям Придди, Аарон Расселл, Тейлор Сандер, Дэвид Смит, Мёрфи Трой, Максвелл Холт, Кавика Шоджи, Эрик Шоджи, Томас Яшке. |    |         |       |
| Год | И  | В | П  | С/П     | Место |
| 1964 | 9  | 2 | 7  | 10:23   | 9-е   |
| 1968 | 9  | 4 | 5  | 15:18   | 7-е   |
| 1984 | 6  | 5 | 1  | 15:4    | 1-е   |
| 1988 | 7  | 7 | 0  | 21:4    | 1-е   |
| 1992 | 8  | 6 | 2  | 20:13   | 3-е   |
| 1996 | 5  | 2 | 3  | 10:9    | 9-е   |
| 2000 | 5  | 0 | 5  | 5:15    | 11-е  |
| 2004 | 8  | 4 | 4  | 14:16   | 4-е   |
| 2008 | 8  | 8 | 0  | 24:9    | 1-е   |
| 2012 | 6  | 4 | 2  | 14:7    | 5-е   |
| 2016 | 8  | 5 | 3  | 18:13   | 3-е   |
| 2020 | 5  | 2 | 3  | 8:10    | 10-е  |
| Всего | 84 | 49 | 35 | 174:141 |       |

### Чемпионаты мира
| \| Год \| И \| В \| П \| С/П \| Место \| \| ----- \| --- \| -- \| -- \| ------- \| ----- \| \| 1956 \| 10 \| 5 \| 5 \| 18:18 \| 6-е \| \| 1960 \| 9 \| 4 \| 5 \| 16:20 \| 7-е \| \| 1966 \| 11 \| 6 \| 5 \| 23:20 \| 11-е \| \| 1970 \| 11 \| 6 \| 5 \| 20:21 \| 18-е \| \| 1974 \| 11 \| 8 \| 3 \| 27:13 \| 14-е \| \| 1978 \| 9 \| 4 \| 5 \| 15:16 \| 19-е \| \| 1982 \| 9 \| 7 \| 2 \| 23:7 \| 13-е \| \| 1986 \| 8 \| 7 \| 1 \| 22:6 \| 1-е \| \| 1990 \| 6 \| 3 \| 3 \| 10:11 \| 13-е \| \| 1994 \| 6 \| 5 \| 1 \| 17:7 \| 3-е \| \| 1998 \| 12 \| 6 \| 6 \| 22:20 \| 9-е \| \| 2002 \| 6 \| 4 \| 2 \| 15:9 \| 9-е \| \| 2006 \| 11 \| 5 \| 6 \| 21:24 \| 10-е \| \| 2010 \| 9 \| 6 \| 3 \| 19:14 \| 6-е \| \| 2014 \| 9 \| 6 \| 3 \| 23:14 \| 7-е \| \| 2018 \| 12 \| 10 \| 2 \| 32:13 \| 3-е \| \| 2022 \| 5 \| 3 \| 2 \| 12:8 \| 6-е \| \| Всего \| 154 \| 95 \| 59 \| 335:241 \| \| |     | 1986: Крэйг Бак, Дасти Дворак, Карч Кирай, Дэйв Сандерс, Дуглас Пати, Патрик Пауэрс, Эрик Сато, Стивен Сэлмон, Роберт Ствртлик, Джефф Сторк, Стив Тиммонс. · 1994: Брайан Айви, Ллой Болл, Даниэль Гринбаум, Дуэйн Кэмерон, Дэн Ландри, Джефф Нигард, Декстер Роджерс, Том Соренсен, Роберт Ствртлик, Этан Уоттс, Скотт Форчун, Брент Хильярд. · 2010: Мэттью Андерсон, Карсон Кларк, Дэвид Ли, Пол Лотман, Ричард Лэмбурн, Уильям Придди, Альфредо Рефт, Шон Руни, Клейтон Стэнли, Райли Сэлмон, Кевин Хансен, Рассел Холмс, Максвелл Холт, Джонатан Уиндер. · 2014: Мэттью Андерсон, Николас Вогель, Карсон Кларк, Мика Кристенсон, Дэвид Ли, Пол Лотман, Гарретт Муагутутия, Альфредо Рефт, Тейлор Сандер, Дэвид Смит, Максвелл Холт, Антонио Чарелли, Кавика Шоджи, Эрик Шоджи. · 2018: Тейлор Аверилл, Мэттью Андерсон, Джеффри Джендрик, Дэниел Макдоннелл, Мика Кристенсон, Джейк Ланглуа, Бенджамин Патч, Аарон Расселл, Тейлор Сандер, Дэвид Смит, Дастин Уоттен, Максвелл Холт, Кавика Шоджи, Эрик Шоджи. |    |         |       |
| Год | И   | В | П  | С/П     | Место |
| 1956 | 10  | 5 | 5  | 18:18   | 6-е   |
| 1960 | 9   | 4 | 5  | 16:20   | 7-е   |
| 1966 | 11  | 6 | 5  | 23:20   | 11-е  |
| 1970 | 11  | 6 | 5  | 20:21   | 18-е  |
| 1974 | 11  | 8 | 3  | 27:13   | 14-е  |
| 1978 | 9   | 4 | 5  | 15:16   | 19-е  |
| 1982 | 9   | 7 | 2  | 23:7    | 13-е  |
| 1986 | 8   | 7 | 1  | 22:6    | 1-е   |
| 1990 | 6   | 3 | 3  | 10:11   | 13-е  |
| 1994 | 6   | 5 | 1  | 17:7    | 3-е   |
| 1998 | 12  | 6 | 6  | 22:20   | 9-е   |
| 2002 | 6   | 4 | 2  | 15:9    | 9-е   |
| 2006 | 11  | 5 | 6  | 21:24   | 10-е  |
| 2010 | 9   | 6 | 3  | 19:14   | 6-е   |
| 2014 | 9   | 6 | 3  | 23:14   | 7-е   |
| 2018 | 12  | 10 | 2  | 32:13   | 3-е   |
| 2022 | 5   | 3 | 2  | 12:8    | 6-е   |
| Всего | 154 | 95 | 59 | 335:241 |       |

### Мировая лигаиЛига наций
| Мировая лига - 1990 — 7-е место - 1991 — 6-е место - 1992 — 3-е место - 1993 — 9-е место - 1994 — 12-е место - 1995 — 10-е место - 2000 — 6-е место - 2001 — 9-е место - 2006 — 10-е место - 2007 — 3-е место | - 2008 — 1-е место - 2009 — 6-е место - 2010 — 8-е место - 2011 — 7-е место - 2012 — 2-е место - 2013 — 12-е место - 2014 — 1-е место - 2015 — 3-е место - 2016 — 5-е место - 2017 — 4-е место | Лига наций - 2018 — 3-е место - 2019 — 2-е место - 2021 — 7-е место - 2022 — 2-е место - 2023 — 2-е место - 2024 — 12-е место |

### Кубок мира
| - 1977 — 10-е место - 1985 — 1-е место - 1989 — 4-е место - 1991 — 3-е место | - 1995 — 4-е место - 1999 — 4-е место - 2003 — 4-е место - 2007 — 4-е место | - 2011 — 6-е место - 2015 — 1-е место - 2019 — 3-е место |

### Большой чемпионский Кубок
- 1993 — 5-е место
- 2005 — 2-е место
- 2013 — 5-е место
- 2017 — 4-е место

### Чемпионаты NORCECA
| - 1969 — 3-е место - 1971 — 2-е место - 1975 — 3-е место - 1977 — 5-е место - 1979 — 5-е место - 1981 — 2-е место - 1983 — 1-е место - 1985 — 1-е место - 1987 — 2-е место | - 1989 — 3-е место - 1991 — 2-е место - 1993 — 2-е место - 1995 — 2-е место - 1997 — 2-е место - 1999 — 1-е место - 2001 — 2-е место - 2003 — 1-е место | - 2005 — 1-е место - 2007 — 1-е место - 2009 — 2-е место - 2011 — 2-е место - 2013 — 1-е место - 2017 — 1-е место - 2019 — 2-е место - 2021 — 5-е место - 2023 — 1-е место |

### Панамериканские игры
| - 1955 — 1-е место - 1959 — 1-е место - 1963 — 2-е место - 1967 — 1-е место - 1971 — 2-е место - 1975 — 4-е место | - 1979 — 5-е место - 1983 — 4-е место - 1987 — 1-е место - 1991 — 4-е место - 1995 — 2-е место - 1999 — 3-е место | - 2003 — 4-е место - 2007 — 2-е место - 2011 — 5-е место - 2015 — 6-е место - 2019 — 6-е место |

### Кубок Америки
| - 1998 — 4-е место - 1998 — 2-е место - 2000 — 3-е место | - 2001 — 4-е место - 2005 — 1-е место - 2007 — 1-е место | - 2008 — 5-е место |

### Панамериканский Кубок
| - 2006 — 1-е место - 2008 — 1-е место - 2009 — 1-е место - 2010 — 1-е место - 2011 — 2-е место | - 2012 — 1-е место - 2013 — 5-е место - 2014 — 2-е место - 2015 — 6-е место - 2016 — 5-е место | - 2017 — 5-е место - 2018 — 7-е место - 2019 — 5-е место - 2021 — 3-е место - 2022 — 3-е место |

## Текущий состав
Состав сборной США на чемпионате мира-2022
| №                            | Имя                | Дата рождения             | Рост      | Клуб-2021/22                  |
| Связующие                    | Связующие          | Связующие                 | Связующие | Связующие                     |
| ---------------------------- | ------------------ | ------------------------- | --------- | ----------------------------- |
| 11                           | Мика Кристенсон    | 8 мая 1993 (32 года)      | 198       | «Зенит» Казань                |
| 16                           | Джошуа Туанига     | 18 марта 1997 (28 лет)    | 191       | «Слепск»                      |
| Диагональные                 |                    |                           |           |                               |
| 1                            | Мэттью Андерсон    | 18 апреля 1987 (38 лет)   | 202       | «Зенит Санкт-Петербург»       |
| 5                            | Кайл Энсайн        | 6 марта 1997 (28 лет)     | 201       | «Маккаби» Тель-Авив           |
| 15                           | Кайл Расселл       | 25 августа 1993 (31 год)  | 205       | «Тэджон Самсунг Блюфангз»     |
| Доигровщики                  |                    |                           |           |                               |
| 2                            | Аарон Расселл      | 4 июня 1993 (32 года)     | 205       | «JT Thunders Hiroshima»       |
| 8                            | Тори Дефалько      | 10 апреля 1997 (28 лет)   | 198       | «Ольштын»                     |
| 18                           | Гарретт Муагутутия | 26 февраля 1988 (37 лет)  | 205       | «Аль-Ахли»                    |
| 23                           | Коди Кессел        | 3 декабря 1991 (33 года)  | 197       | «Берлин»                      |
| Центральные блокирующие      |                    |                           |           |                               |
| 4                            | Джеффри Джендрик   | 15 сентября 1995 (29 лет) | 208       | «Берлин»                      |
| 19                           | Тейлор Аверилл     | 5 марта 1992 (33 года)    | 201       | «Ольштын»                     |
| 20                           | Дэвид Смит         | 15 мая 1985 (40 лет)      | 201       | ЗАКСА                         |
| Либеро                       |                    |                           |           |                               |
| 21                           | Мейсон Бриггз      | 21 января 2001 (24 года)  | 183       | Университета штата Калифорния |
| 22                           | Эрик Шоджи         | 24 августа 1989 (35 лет)  | 184       | ЗАКСА                         |
| Главный тренер — Джон Спироу |                    |                           |           |                               |